# Ла-Пьер
Ла-Пьер (фр. La Pierre) — коммуна во Франции, находится в регионе Рона — Альпы. Департамент коммуны — Изер. Входит в состав кантона От-Грезиводан. Округ коммуны — Гренобль.
Код INSEE коммуны — 38303. Население коммуны на 2012 год составляло 471 человек. Населённый пункт находится на высоте от 225 до 452 метров над уровнем моря. Муниципалитет расположен на расстоянии около 480 км юго-восточнее Парижа, 105 км юго-восточнее Лиона, 22 км северо-восточнее Гренобля. Мэр коммуны — Jean-Paul Durand, мандат действует на протяжении 2008—2014 гг.
Динамика населения (INSEE):